# Нок-тен (тайфун)
Тайфун «Нок-тен», відомий на Філіппінах як Тайфун Ніна (Typhoon Nock-ten (Nina)) — потужний тропічний циклон наприкінці сезону 2016 року. Формування тропічної депресії відбулося на південний схід від островів Яп. Тайфун Ніна зміцнів 21 грудня у двадцять шостий тропічний шторм щорічного сезону тайфунів. Нок-тен активізувався в тайфун 23 грудня. Незабаром після цього, інтенсифікувався і став 4-ї категорії — еквівалентно супертайфуну . Швидкість вітру тайфуну досягає 185 кілометрів на годину. Пориви — до 255 км/час.
Супертайфун може зачепити густонаселені райони країни, а також столицю Філіппін Манілу. 100 тис. чоловік евакуйовано із загрожених регіонів.
Повідомляється про жертви тайфуну